# جسر السلطان محمد الفاتح

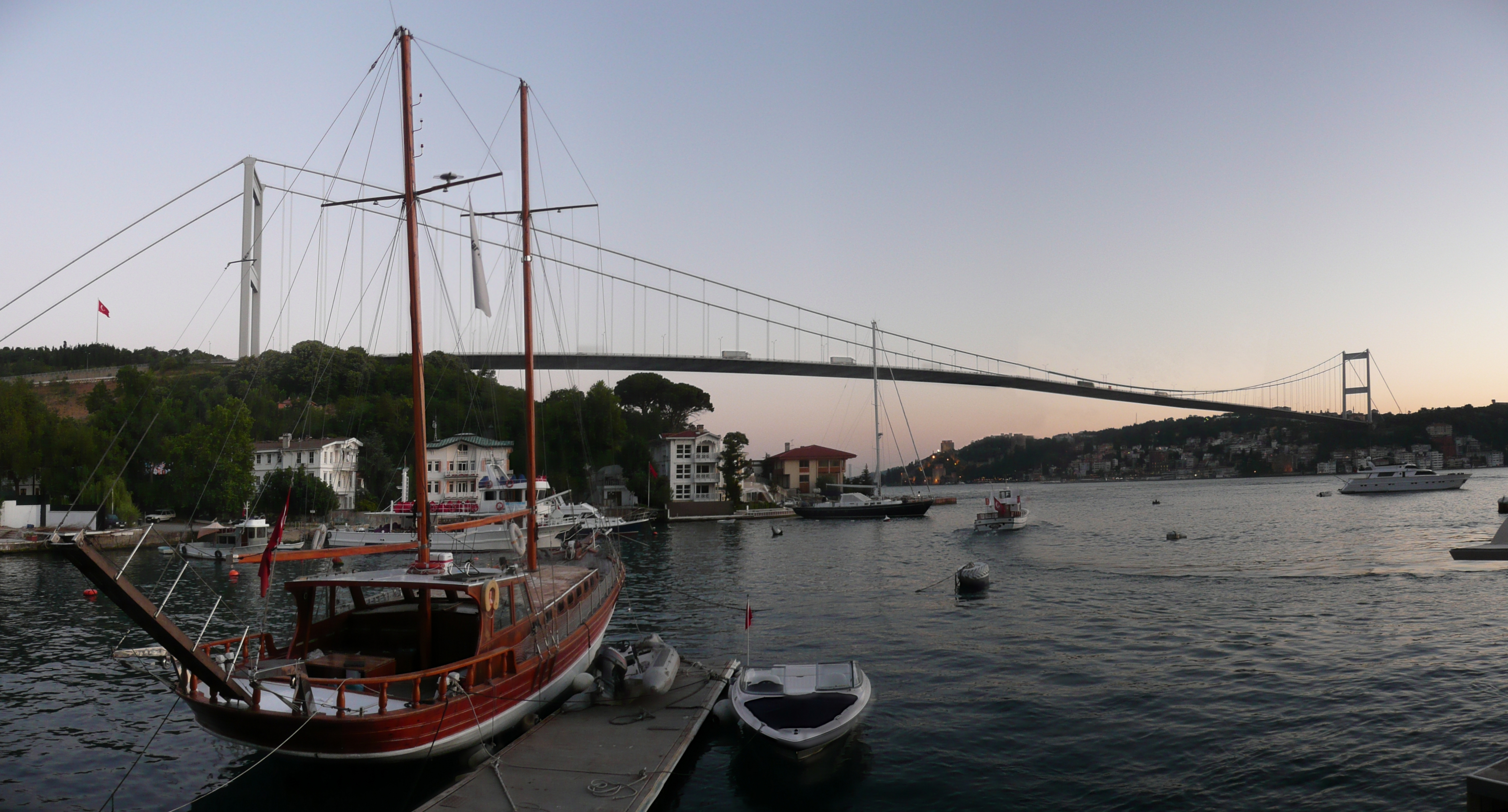
منظر بانورامي للجسر من الجزء الآسيوي

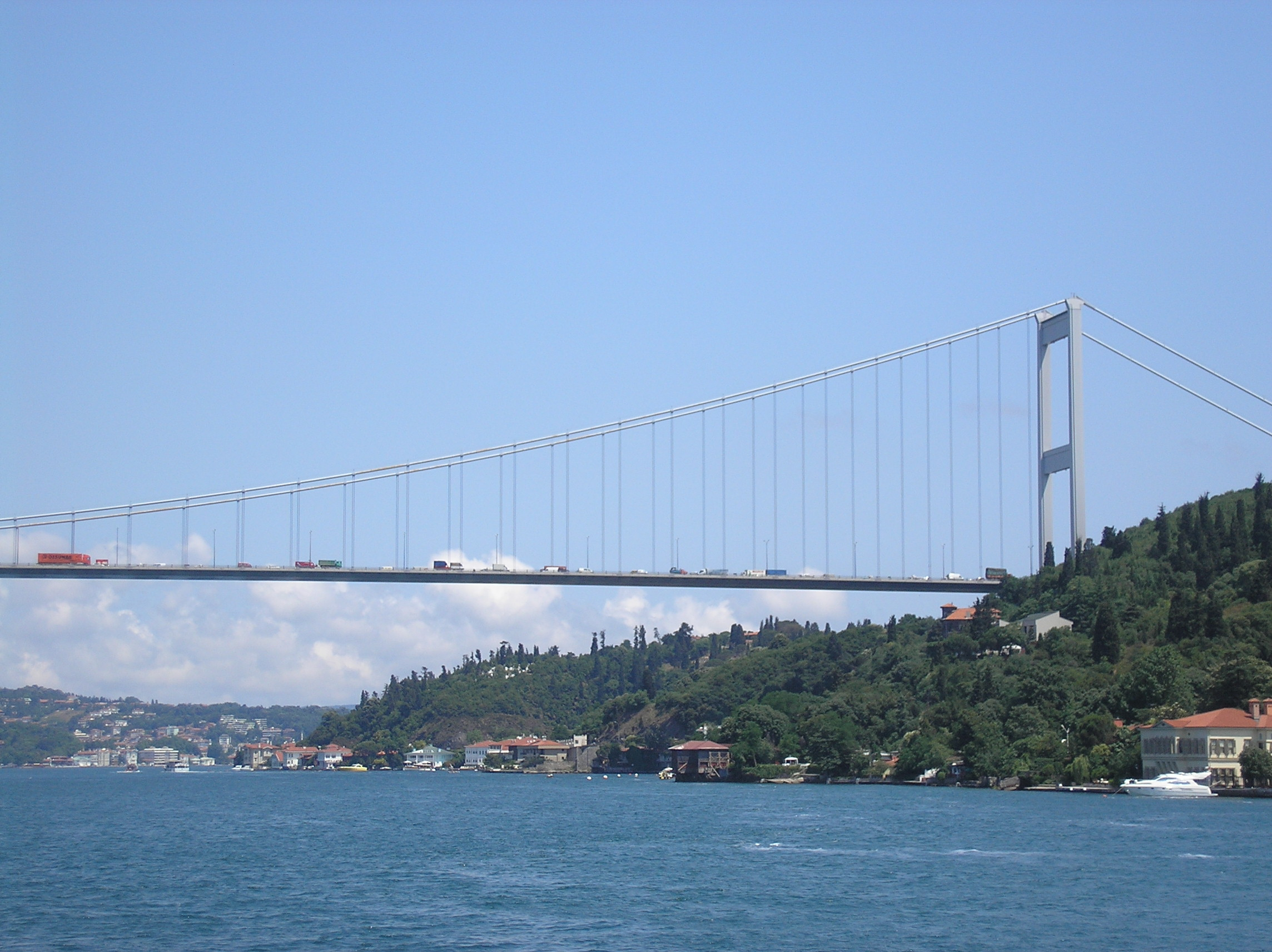
منظر من لجانب الآسيوي للجسر

جسر السلطان محمد الفاتح، ويطلق عليه أيضا جسر البوسفور الثاني (بالتركية: Fatih Sultan Mehmet Köprüsü, F.S.M. Köprüsü or 2. Boğaziçi Köprüsü)‏ وهو جسر يقع في إسطنبول، تركيا ويقطع مضيق البوسفور (بالتركية: Boğaziçi)‏، وسمي الجسر نسبة إلى السلطان العثماني محمد الفاتح الذي فتح إسطنبول عام 1453 وأنهى الإمبراطورية البيزنطية. يُعتبر اليوم أحد أطول الجسور المُعلَّقة في العالم.

## الموقع
يصل الجسر بين الجانب الآسيوي (بالتركية: Kavacık)‏ والجانب الأوروبي (بالتركية: Hisarüstü)‏ وهو جسر معلق يضم برجين من الصلب، وتبلغ المسافة بين برجيه 1090 متر ويرتفع البرجين عن مستوى الطريق 105 أمتار والمسافة بين الجسر ومستوى سطح البحر هي 64 متر، وكان جسر السلطان محمد الفاتح سادس أطول جسر معلق في العالم عند بنائه في عام 1988. وهو حاليا في المركز الرابع عشر كأطول جسر معلق في العالم.

## الإنشاء
تم تصميم البرج بواسطة شركة فريمان فوكس وشركاؤه وهي نفس الشركة التي قامت بتصميم جسر البوسفور وقد تولى العمل على إنشاء الجسر ائتلاف عالمي مكون من ثلاث شركات يابانية وشركة إيطالية وشركة تركية وقد اكتمل الجسر في 3 يوليو 1988 وقام بافتتاحه نائب الرئيس التركي توركوت أوزال الذي قاد بنفسه سيارته الرسمية كأول شخص يعبر الجسر. تصل تكلفة الجسر إلى 130 مليون دولار أمريكي.

## وصلات خارجية
- موقع الجسر من خرائط جوجل